# UEFA Champions League finalen 2023
UEFA Champions League finalen 2023 var en fodboldkamp der blev spillet 10. juni 2023. Kampen blev spillet mellem Manchester City og Internazionale Milano. Kampen blev afviklet på Atatürk Stadion i Istanbul, Tyrkiet. Den var kulminationen på den 68. sæson i Europas fineste klubturnering for hold arrangeret af UEFA, og den 31. finale siden turneringen skiftede navn fra European Champion Clubs' Cup til UEFA Champions League.
Finalen var oprindeligt planlagt at blive spillet på Wembley Stadium i London, England. På grund af udsættelse og flytning af finalen i 2020 på grund af COVID-19-pandemien i Europa, blev de planlagte værter for efterfølgende finaler skubbet tilbage et år, og Allianz Arena i München blev tildelt finalen i 2023. Da finalen i 2021, som var planlagt at blive spillet i Istanbul, også måtte flyttes på grund af COVID-19 pandemien i Tyrkiet, blev 2023-finalen givet til Istanbul i stedet. München vil nu være vært for finalen i 2025.